# Ribellione dei Sassoni

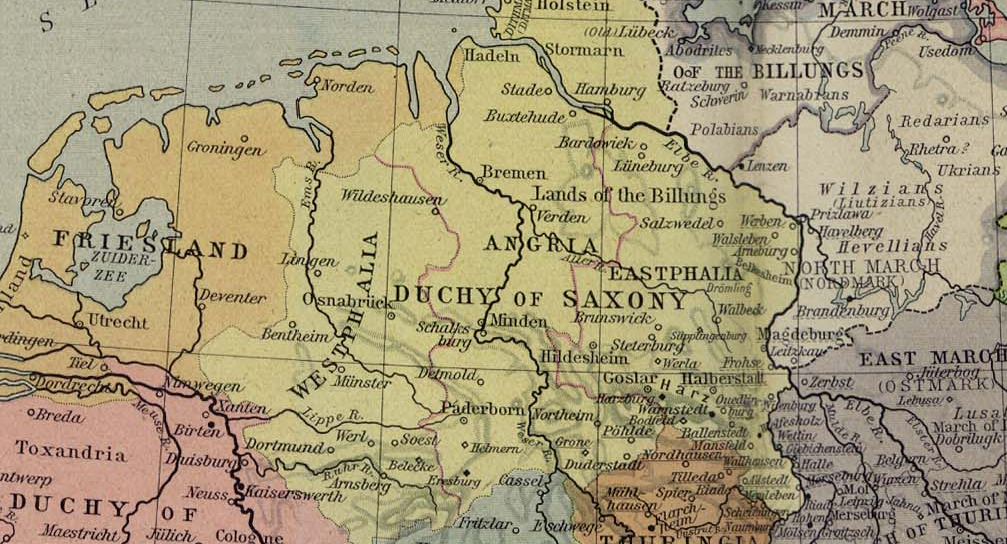
Il ducato di Sassonia tra il 919-1125, Atlante storico di William R. Shepherd, 1923

La Ribellione Sassone o Ribellione dei Sassoni, comunemente chiamata anche Rivolta Sassone (da non confondere con le guerre sassoni, chiamate anche Rivolte sassoni), si riferisce alla lotta durante il regno di Enrico IV tra la dinastia salica, che governa il Sacro Romano Impero, e i sassoni ribelli. Il conflitto costellato da molti scontri raggiunse l'apice nel periodo che va dall'estate del 1073 alla fine del 1075.

## Origine della ribellione
Le tensioni tra la famiglia reale salica e i sassoni esistevano già sotto il padre di Enrico, l'imperatore Enrico III il Nero, dovute probabilmente alla sua origini francone renane e ai suoi numerosi soggiorni nel palazzo imperiale di Goslar, che comportavano un onere economico sproporzionatamente alto per la popolazione circostante. Con la maggior età di Enrico IV nel 1065, questo conflitto si intensificò poiché Enrico fece esose richieste a numerosi domini imperiali (Reichsgüter) nel cuore della Sassonia, cioè nella zona intorno alle montagne dell'Harz, in particolare le miniere d'argento di Rammelsberg. Per proteggere queste proprietà, Enrico iniziò un programma di costruzione di nuovi castelli, erigendo quindi numerose fortezze, la più importante delle quali era Harzburg. Questo fu percepito come una minaccia dai sassoni. Inoltre questi castelli avevano personale ministeriale di origine sveva, che spesso depredava la popolazione sassone per compensare la propria mancanza di reddito.
Nel 1070 il conte sassone Ottone di Nordheim, duca di Baviera dal 1061, era stato accusato dal ministeriale Egeno I di Konradsburg di aver pianificato un attentato alla vita del re. Ottone fu deposto e messo al bando; egli tuttavia ottenne il sostegno del figlio del duca della dinastia Billung Ordulfo di Sassonia, il giovane Magnus di Sassonia. Il re Enrico IV li catturò e li arrestò entrambi. Mentre Ottone fu graziato, Magnus rimase in custodia a Harzburg e non fu rilasciato nemmeno dopo la morte di suo padre nel 1072, poiché non mostrò alcuna intenzione di rinunciare alla dignità ducale sassone.

## Le motivazioni dei partecipanti
Al fine di comprendere il motivo dello scoppio della rivolta, è importante occuparsi delle persone e delle parti coinvolte. Questi erano l'imperatore Enrico IV, la nobiltà sassone e i restanti principi imperiali.

### Enrico IV
Il re aveva le sue ragioni, basate sulla vicenda del colpo di stato di Kaiserswerth e che ebbe conseguenze di vasta portata: il periodo successivo al colpo di stato fu usato dai principi imperiali per estendere ulteriormente la loro base di potere all'interno dell'Impero dal momento che non vi era di fatto alcun sovrano in grado di ostacolarli. La stessa imperatrice-reggenteAgnese fu troppo debole ed era caduta in disgrazia e il giovane re finì nelle mani di Annone di Colonia. Quando Enrico fu addobbato cavaliere nel 1065 (cioè quando divenne maggiorenne), fu in grado di contrastare le tendenze autonomiste dei principi imperiali. Tuttavia il corso degli eventi non fu visto come un recupero, poiché la perdita di terre reali nella regione di Harz può essere considerata di scarsa importanza e quindi non un motivo essenziale. Queste aree erano già state un motivo di contesa sotto Enrico III tra la dinastia salica e la Sassonia. I castelli andrebbero visti come un'espressione del potere reale, poiché Enrico aveva una base di potere fondata in modo prominente sui suoi ministeriali, i quali dipendevano dalla sua benevolenza, per limitare il potere dei principi imperiali: questo tentativo di dipendere meno dai principi imperiali rinfocolò ulteriormente il loro scontento.

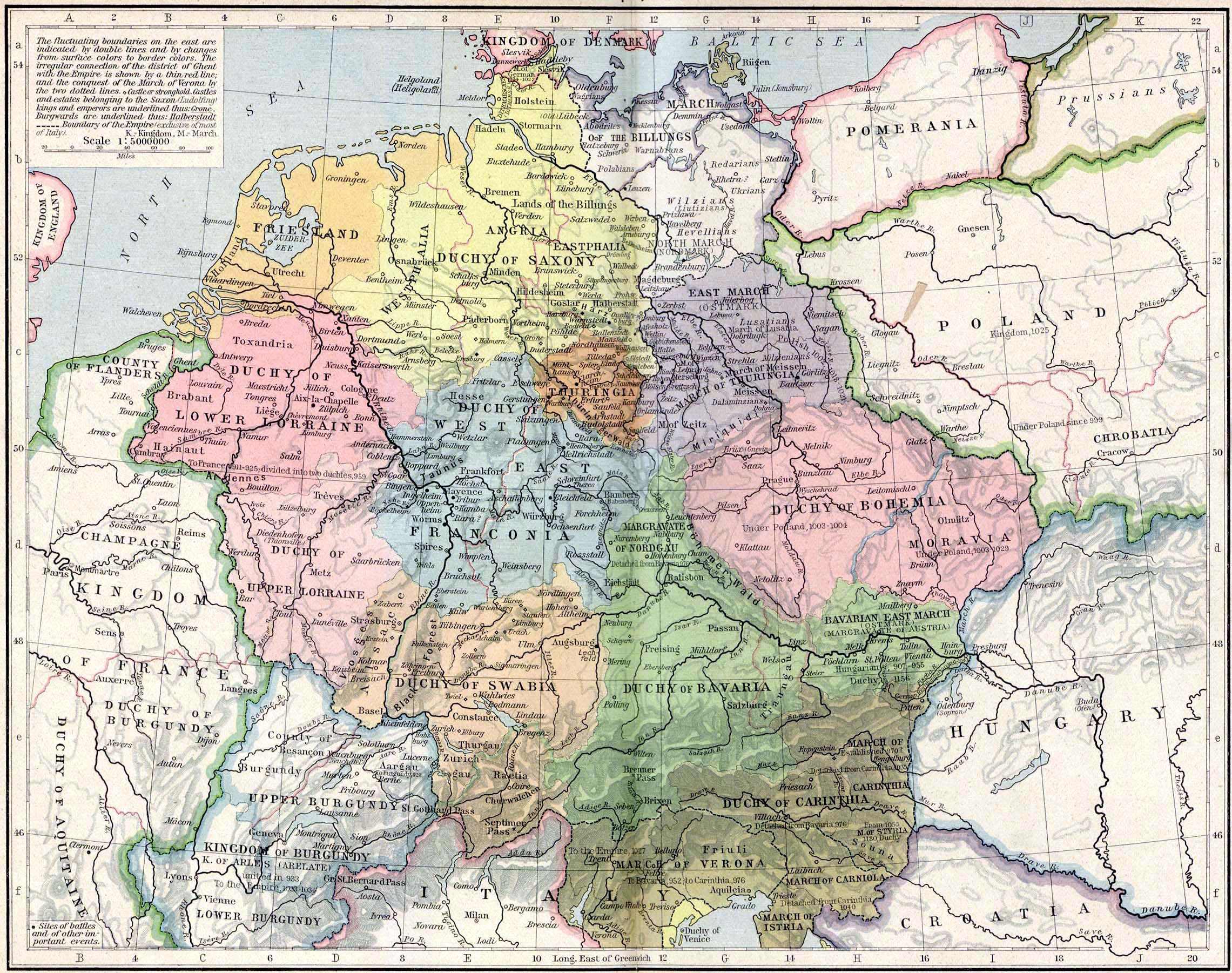
Europa centrale tra il 919 e il 1125

### La nobiltà sassone
Le motivazioni dei nobili sassoni furono fortemente influenzate dalle azioni di Enrico: essi infatti non volevano rinunciare così facilmente all'influenza che avevano accumulato durante l'assenza di un sovrano. Questa indipendenza, che il re stesso cercò di raggiungere, portò a una competizione con il re, provocando l'insoddisfazione dei magnati sassoni. Gli sforzi di Enrico fecero capire ai magnati di aver il desiderio di continuare ad avere un sovrano più facile da controllare e il re fu incolpato dai sassoni di aver abusato della sua autorità. Vi fu anche un conflitto inerente alla cosiddetta "cavalcata nel regno", cioè la presenza regolare del re in alcune parti dell'Impero, una pratica in uso dai tempi di Enrico II. Questa situazione era probabilmente sovra-dimensionata, in quanto il re poté rimanere in altre parti dell'Impero senza dissensi simili. Tra i principi sassoni, Ottone di Northeim trovò il re una spina nel fianco a causa alla sua espansione dei possedimenti nella catena montuosa dell'Harz; inoltre egli non era ben visto da Enrico a causa della sua partecipazione al colpo di stato di Kaiserswerth. A causa del suo coinvolgimento e della successiva perdita dei suoi possedimenti, Ottone assume un ruolo di primo piano nell'insurrezione nel corso del presunto complotto per omicidio contro il re.

### I principi imperiali
Le dispute attorno ai ministeriali ebbero ampie ripercussioni e queste continuarono anche tra i principi non ribelli. La paura di perdere il loro potere, portò i grandi principi dell'Impero a prestare un supporto passivo all'insurrezione: ad esempio Rodolfo di Svevia, Bertoldo di Carinzia e Guelfo d'Este non supportarono l'imperatore.

## L'inizio della ribellione
Secondo il cronista Lamberto di Hersfeld, il 29 giugno 1073 i principi sassoni si recarono al palazzo Imperiale di Goslar per denunciare questi abusi e per chiedere miglioramenti. Enrico IV si rifiutò di discutere e fuggì dal grande esercito sassone in avvicinamento. L'imperatore scappò nel vicino castello di Harzburg, dove fu assediato dai ribelli sassoni, guidati dal conte Ottone di Nordheim e dal vescovo Burcardo II di Halberstadt. L'imperatore tuttavia riuscì a fuggire dall'assedio durante la notte del 10 agosto 1073, presumibilmente passando attraverso il pozzo del castello. Enrico passò attraverso le montagne dell'Harz raggiungendo Eschwege nel Langraviato di Turingia e poi si diresse a sud a Hersfeld, in Franconia. Egli però non trovò quasi alcun sostegno tra i principi dell'Impero, i quali non erano disposti a combattere per lui contro i sassoni.
A Hersfeld, il 27 gennaio 1074, Enrico era quindi alla testa di quello che era solo un modesto esercito rispetto all'esercito sassone, enormemente superiore di numero. Entrambe le parti avevano paura di confrontarsi in battaglia ma per motivi diversi: Enrico probabilmente non voleva ingaggiare battaglia a causa della sua evidente inferiorità numerica mentre i leader sassoni, al contrario, erano consapevoli che una vittoria del loro esercito, composta principalmente da contadini, avrebbe rafforzato la posizione di quest'ultimi, cosa a cui non erano favorevoli. Fu così che il 2 febbraio 1074 si tennero dei negoziati di pace a Gerstungen, che portarono a un accordo tra le parti in guerra. Il risultato principale fu che Enrico IV acconsentì alla demolizione dei suoi castelli lungo la catena dell'Harz.
Enrico accettò quindi la demolizione dei suoi castelli lungo la catena dell'Harz, incluso il castello di Harzburg, che comprendeva una chiesa collegiale e una tomba di famiglia contenente le salme del figlio e del fratello Corrado il Bambino. Per proteggere il cimitero reale, Enrico ordinò che fossero rimosse solo le torri e le mura di Harzburg. Ciò fece infuriare la popolazione rurale circostante che, nel marzo del 1074, rase al suolo il castello e la sua chiesa fino alle fondamenta e profanò le tombe reali. Questa azione potrebbe aver avuto un notevole effetto personale su Enrico, ma politicamente l'evento gli fu favorevole: il saccheggio della chiesa e la profanazione delle tombe reali causarono grande indignazione nel regno e molti principi imperiali tornarono al fianco di Enrico. La nobiltà sassone respinse ogni colpa per le azioni della popolazione rurale e si offrì immediatamente di restaurare il castello e la chiesa a proprie spese.

## Prima battaglia di Langensalza
Enrico questa volta riuscì a raccogliere un esercito molto più numeroso, sebbene non fosse ancora in grado di marciare contro la Sassonia fino al 1075. Nella prima battaglia di Langensalza, conosciuta nella storiografia tedesca come "Battaglia di Homburg sullo Unstrut" (Homburg era un ex monastero vicino a Bad Langensalza) del 9 giugno 1075, Enrico riuscì a sconfiggere in modo schiacciante l'esercito sassone, il quale consisteva principalmente in semplici contadini, e poi mise a ferro e fuoco la Sassonia e la Turingia.
Tra i seguaci del re Enrico che combatterono con lui vi furono il duca svevo Rodolfo di Rheinfelden, il duca Vratislao II di Boemia, il duca Teodorico II di Lorena, il margravio della dinastia Babenberg Ernesto d'Austria, che fu ucciso in battaglia, il vescovo Ermanno di Bamberga e il conte Ermanno II di Gleiberg. Dalla parte sassone, oltre a Ottone di Northeim e al vescovo Burcardo II di Halberstadt, c'erano Magnus di Sassonia della dinastia dei Billunghi, nel frattempo divenuto duca di Sassonia, Lotario Udo II, margravio della marca del Nord, il conte Gebeardo di Supplinburgo, che fu ucciso in battaglia, il conte palatino sassone Federico II di Goseck ed infine il conte Teodorico II di Katlenburg.
Uno dei due leader, il vescovo Burcardo II di Halberstadt, fu detenuto a Homburg da truppe reali e infine consegnato il 13 giugno al vescovo di Bamberga come prigioniero.
Il cronista Lamberto di Hersfeld descrisse la battaglia nei suoi Annali.
Il 27 ottobre nel villaggio di Spier vicino a Sondershausen, il leader sassone capitolò davanti al re di fronte a tutto l'esercito. Enrico non ebbe pietà: la sottomissione del leader sassone venne eseguita da quest'ultimo, secondo Lamberto, a piedi nudi, e fu imposta da Enrico una resa incondizionata senza nessuna eccezione. In seguito Enrico tenne prigionieri numerosi principi sassoni in vari luoghi e trasferì i loro possedimenti ad altri uomini.

## Conseguenze
Con la resa, Enrico rivolse le proprie forze per anni alla lotta per le investiture. Durante questo periodo vi furono altri disordini in Sassonia, ma non raggiunsero la stessa intensità a livello politico e militare del periodo 1073-1075.
Alla dieta dei principi di Trebur nell'ottobre 1076, Ottone di Northeim si schierò nuovamente con i ribelli. Sebbene fosse sempre un potenziale candidato, i principi non lo scelsero, preferendo invece, nel 1077 a Forchheim, Rodolfo di Rheinfelden e, più tardi, Ermanno di Salm come antiré. Tuttavia Ottone ebbe un'influenza significativa nella schiera ribelle. Militarmente si distinse di nuovo nelle battaglie di Mellrichstadt, Flarchheim e Elster, partecipando ai combattimenti.
Perfino il figlio di Enrico, il re Enrico V di Germania, dovette combattere nuovamente i sassoni. Egli perse la battaglia di Welfesholz del 1115 contro i sassoni guidata dal suo futuro successore Lotario III.

### Fonti primarie
- Bruno il Sassone, "Brunos Sachsenkrieg" [Brunonis Saxonicum bellum; German], translated by Franz-Josef Schmale. In: Quellen zur Geschichte Kaiser Heinrichs IV, Darmstadt: 1968. (= selected sources about the German history of the Middle Ages. Freiherr vom Stein - memorial edition; 12), pp. 191–405.
- Carmen de bello saxonico. Das Lied vom Sachsenkrieg, translated by Franz-Josef Schmale. In: Quellen zur Geschichte Kaiser Heinrichs IV, Darmstadt, 1968. (= selected sources about the German history of the Middle Ages. Freiherr vom Stein - memorial edition; 12), p. 142–189.
- Lamberto di Hersfeld: Annalen, Darmstadt 1957. (= selected sources about the German history of the Middle Ages. Freiherr vom Stein - memorial edition; 13)

I due celebri autori, Bruno il Sassone e Lamberto di Hersfeld, descrivono il conflitto dal punto di vista dei Sassoni, mentre l'ignoto autore del Carmen era un militante di Enrico.

### Fonti secondarie
- Gerd Althoff: Heinrich IV. Darmstadt, 2006, pp. 86ff., . (Review[collegamento interrotto])
- Gerhard Baaken:Königtum, Burgen und Königsfreie. Studien zu ihrer Geschichte in Ostsachsen. In: Theodor Mayer (ed.): Vorträge und Forschungen, Vol. VI, Stuttgart, 1961, pp. 9–95.
- Matthias Becher: Die Auseinandersetzung Heinrichs IV. mit den Sachsen. Freiheitskampf oder Adelsrevolte? In: Vom Umbruch zu Erneuerung? - das 11. und beginnende 12. Jahrhundert – Positionen der Forschung, ed. Jörg Jarnut and Matthias Weinhoff, Munich, 2006, pp. 357–378.
- Sabine Borchert: Herzog Otto von Northeim (um 1025–1083) – Reichspolitik und personelles Umfeld. Hanover, 2005.
- Karl Bosl: Die Reichsministerialität der Salier und Staufer. Ein Beitrag zur Geschichte des hochmittelalterlichen deutschen Volkes, Staates und Reiches. Stuttgart, 1950, .
- Lutz Fenske: Adelsopposition und kirchliche Reformbewegung im östlichen Sachsen Entstehung und Wirkung des sächsischen Widerstandes gegen das salische Königtum während des Investiturstreites. Gottingen, 1977, .
- Wolfgang Giese: Reichsstrukturprobleme unter den Saliern – der Adel in Ostsachsen. In: Stefan Weinfurter (ed.), Die Salier und das Reich. Band 1: Salier, Adel und Reichsverfassung, Sigmaringen, 1991, pp. 273–308.
- Johannes Laudage, Matthias Schrör (eds.): Der Investiturstreit – Quellen und Materialien, 2nd edn., Cologne, 2006, p. 87.
- Johannes Laudage: Die Salier – Das erste deutsche Königshaus. Munich, 2006.
- Johannes Laudage: Welf IV. und die Kirchenreform des 11. Jahrhunderts. In: Dieter Bauer, Matthias Becher (eds.): Welf IV. - Schlüsselfigur einer Wendezeit Regionale und europäische Perspektive, Munich, 2004, pp. 280–313.
- Schulze, Hans K. (1991). Hegemoniales Kaisertum: Ottonen und Salier. Berlin, .
- Talkenberg, Fabian (2010). Rebellion am Vorabend von Canossa: Der Sachsenaufstand gegen Heinrich IV.. Marburg, .
- Stefan Weinfurter: Canossa – Die Entzauberung der Welt. Munich, 2006.